# Ubuntu One
Ubuntu One byla cloudová služba, která poskytovala možnost ukládání a synchronizace souborů a také několik dalších služeb. Služba byla provozována firmou Canonical primárně pro operační systém Ubuntu, byla však k dispozici i pro několik dalších platforem. Poskytování služby bylo definitivně ukončeno k 31.7.2014. Dále je Ubuntu One používáno pouze k jednotnému přihlašování k webovým službám společnosti Canonical.

## Platformy
Kromě systému Ubuntu byla služba k dispozici pro dalších platformy. Jednou z nich byla Microsoft Windows od verze Windows XP. K dalším podporovaným platformám patřil systém Mac OS X, Android a iPhone.

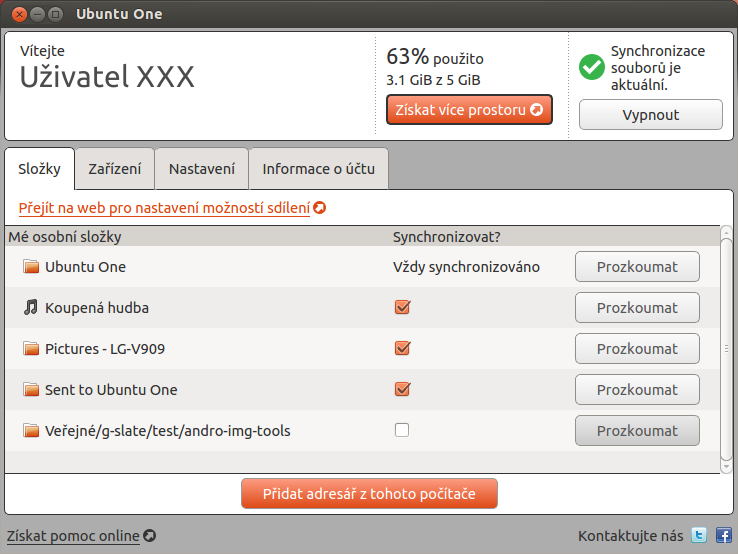
Aplikace pro správu účtu Ubuntu One v Ubuntu 12.04 LTS

## Služby
Základní nabízenou službou byla možnost ukládání souborů do internetového úložiště a možnost následné automatické synchronizace těchto souborů mezi více různými zařízeními, podobně jako u úložiště Dropbox. Služba byla dostupná pro počítače se systémem Ubuntu a Windows a také pro telefony se systémem Android. Uživatelé měli zpočátku k dispozici zdarma 2 GB úložného prostoru. 28. července 2011 byla kapacita zdarma dostupného úložiště pro nové i stávající uživatele navýšena na 5 GB. Další prostor mohl být zakoupen ve formě 20gigabytových balíčků nazývaných „20-pack“. Jeden balíček stál před ukončením provozu 2,99 USD měsíčně a každý uživatel si jich mohl zakoupit libovolné množství.
S mobilními telefony iPhone a telefony se systémem Android souvisela placená služba streamování hudby do telefonu připojeného k internetu. Služba byla k dispozici za cenu 3,99 USD za měsíc. Prvních třicet dní používání služby bylo zdarma.
K Ubuntu One patřil také obchod s hudbou nazývaný Ubuntu One Music Store. Tato služba byla poskytována prostřednictvím obchodu 7digital. V obchodě byla prodávána hudba ve formátu MP3 neobsahující žádnou formu ochrany DRM. Obchod byl v systému realizován jako plugin do hudebního přehrávače. Plugin byl k dispozici pro přehrávač Rhythmbox, původní výchozí přehrávač v Ubuntu, a Banshee používané jako výchozí v novějších verzích Ubuntu. Hudbu bylo možné zaplatit přes internet kartou nebo přes platební systém PayPal. Po zaplacení se vybrané skladby zkopírovaly do datového úložiště Ubuntu One daného uživatele, odkud se stáhnou do zařízení, z něhož byl nákup proveden.
K dalším službám patří synchronizace poznámek aplikace Tomboy, kontaktů aplikace Evolution a záložek prohlížeče Firefox.